# Gabrovnik
Gabrovnik je razpotegnjeno slemensko naselje v podpohorskem delu Dravinjskih goric, na levi strani potoka Bezinščice, severozahodno nad Slovenskimi Konjicami. Naselje upravno spada v Občino Slovenske Konjice. Na terciarnem gričevju so v osojah sklenjeni gozdovi, na prisojnih legah pa so nekoč prevladovali vinogradi, ki se v zgodovinskih virih omenjajo že leta 1386. Iz nekdnjih zidanic in viničarij so v veliki meri nastale stanovanjske hiše in tudi vikendi.